# إسثير إي فريمان
إستير إي فريمان (بالإنجليزية: Esther E Freeman)‏ (مواليد 1979) طبيبة أمريكية وأستاذ مساعد في الأمراض الجلدية في كلية الطب بجامعة هارفارد ومديرة قسم الأمراض الجلدية في مستشفى ماساتشوستس العام. بحثها يدرس العلاقة بالاصابة بفيروس نقص المناعة البشرية والأورام الخبيثة التي تعرف بالإيدز، بما في ذلك ساركوما كابوسي. أنشأت فريمان الجمعية الأمريكية لامراض الجلد خلال وباء COVID-19 لتسجيل الشكاوى الجلدية COVID-19 والتي تعرفت من خلالها على الأعراض الجديدة.

## النشأة والتعليم
درست فريمان أكاديمية ميلتون. وهي طفلة كانت متزلجًة تنافسيًة، وفي سن الثانية عشرتنافست في البطولة الوطنية  كانت فريمان عضوًا في فريق التزلج الحر في الولايات المتحدة في سن الخامسة عشر. حصلت فريمان على شهادتها الجامعية في كلية دارتموث. تزلجت في مسابقة كأس العالم عندما كانت في الجامعة وكما كانت عضوًا في فريق دارتموث للأبحار. خلال دراستها في دارتموث أمضت فريمان بعض الوقت في كينيا والمكسيك. في عام 2002 تم اختيارها كباحثة برتبة مارشال، وانتقلت إلى المملكة المتحدة لإكمال دراساتها العليا. حيث درست الأمراض الجلدية لفيروس نقص المناعة البشرية. عندما كانت طالبة خريجة في كلية لندن للصحة والطب الاستوائي، عادت إلى الولايات المتحدة بعد حصولها على شهادة الدكتوراة، حيث بدأت في الحصول على شهادة في الطب من كلية الطب بجامعة هارفارد، وبعد اتمام تخصصها تدربت في الأمراض الجلدية.  

## البحث والوظيفة
بدأت فريمان العمل مع منظمة الصحة العالمية في عام 2011، لصياغة الأرشادات حول كيفية علاج الأمراض الجلدية المرتبطة بفيروس نقص المناعة البشرية في العالم النامي. ولهذه الجهود حصلت في عام 2012 على جائزة الأكاديمية الأمريكية لطب الأمراض الجلدية أعضاء يصنعون مسافات.
تم تعيين فريمان مديراً لأمراض الجلد للصحة العالمية في مستشفى ماساتشوستس العام عام 2013. حيث واصلت التحري عن الأمراض الجلدية لفيروس نقص المناعة البشرية، مع التركيز بشكل خاص على ساركوما كابوسي. تعمل في فريق القادة للتحالف الدولي لأمراض الجلد للصحة العالمية.

### نظام تصنيف المراكز خلال جائحة COVID-19
فريمان عضو في فريق عمل الأكاديمية الأمريكية للأمراض الجلدية المعنيمرض فيروس كورونا. وفي اطار هذا الجهد شرعت في إعداد سجل للشكاوى الجلدية لمرضى COVID-19.   كانت فريمان تتوقع أن يظهر طفح جلدي فيروسي على مرضى فيروس كورونا. بحلول أبريل 2020، ظهر أن حوالي نصف المرضى اللذين ظهرت عليهم أعراض جلدية لمرض فسروس كورونا كان لديهم ما يسمى أصابع COVID ". أصابع COVID هي أفات وردية اللون يمكن أن تتحول إلى اللون الأرجواني مع تقدم مرض فيروس التاجي (يشبه إلى pernio أو chilblains)،  ولكنها تختلف عن فرفرية fulminans. عادة ما تستمر لمدة أسبوعين إلى ثلاثة أسابيع ويمكن أن تدوم دون علاج محدد. ولا يمكن فهم الفيزيولوجيا الكائنة وراء أصابع القديمين الشريطية ولكن يمكن أن تحدث نتيجة لألتهاب نسيج القدم أو ألتهاب جدار الوعاء الدموي أو الجلطات الدموية الصغيرة الموجودة داخل الوعاء الدموي. أظهرت فريمان انه حتى خاملات الأعراض لا يمكن أن تظهر بأصابع COVID، وأن معظم المرضى في السجل الجلدي لمرضى أصابع قدم COVID في العشرينيات والثلاثينات من العمر. لقد قالت أنه إذا كان لدي الأشخاص هذه الأعراض ليس لديهم سبب أخر لمثل هذه الصابع، عليهم محاولة إجراء أختبار COVID-19 test.  ذكرت لندي فوكس طبيبة أمراض جلدية في سان فرنسيسكو، "أنها ترى عيادات مليئة بالناس يأتون اليها مصابيين بأفات جديدة في أصابع قدميها على الرغم من أن ذلك ليس الوقت المناسب من السنة للمصابين بتشوهات في اصابع قدميها".

## منشورات مختارة
- Freeman، Esther E؛ Weiss، Helen A؛ Glynn، Judith R؛ Cross، Pamela L؛ Whitworth، James A؛ Hayes، Richard J (2006). "Herpes simplex virus 2 infection increases HIV acquisition in men and women: systematic review and meta-analysis of longitudinal studies". AIDS. ج. 20 ع. 1: 73–83. DOI:10.1097/01.aids.0000198081.09337.a7. ISSN:0269-9370. PMID:16327322.
- Freeman, Esther E.; Orroth, Kate K.; White, Richard G.; Glynn, Judith R.; Bakker, Roel; Boily, Marie-Claude; Habbema, Dik; Buvé, Anne; Hayes, Richard (1 Aug 2007). "Proportion of new HIV infections attributable to herpes simplex 2 increases over time: simulations of the changing role of sexually transmitted infections in sub-Saharan African HIV epidemics". Sexually Transmitted Infections (بالإنجليزية). 83 (suppl 1): i17–i24. DOI:10.1136/sti.2006.023549. ISSN:1368-4973. PMID:17405782. Archived from the original on 2019-08-03. [18]
- White, R. G.؛ Glynn, J. R.؛ Orroth, K. K.؛ Freeman, E. E.؛ Bakker, R.؛ Weiss, H. A.؛ Kumaranayake, L.؛ Habbema, J. D. F.؛ Buvé, A. (2008). "Male circumcision for HIV prevention in sub-Saharan Africa: who, what and when?". Lippincott, Williams & Wilkins. OCLC:714926474. [19]